# Gloria Mansions
Le Gloria Mansions est un vaste bâtiment situé dans le quartier des Baumettes, aux 123 - 125 rue de France, à Nice dans le département des Alpes-Maritimes.
Ce bâtiment de béton est construit entre 1932 et 1934 par un duo d’architectes arméniens Garabed Hovnanian et Kevork Arsenian formés aux États-Unis. Son style Art déco s’inspire du modèle typiquement américain des « appartements-hôtel » fréquents à New York dans les années 1900 et 1910. L’intérieur se distingue principalement par un vitrail réalisé par Lassale représentant un paysage maritime d'après un dessein de Mahokian.
Le bâtiment est inscrit au titre des monuments historiques le 14 décembre 1989.

## Histoire
Après la réalisation, à Nice, d'un premier bâtiment (le Colisée), Joachim Nahapiet donne carte blanche à Garabed Hovnanian pour la conception d'un ensemble immobilier situé à l'angle de la rue de France et  de la rue Paul Valéry (perpendiculaire à la Promenade des Anglais), le Gloria Mansions (qui tire son nom d'une ancienne pension, la Pension Gloria, autrefois située à cet endroit).
Barouyr et Hrant Hovnanian, les frères de Garabed, en sont les entrepreneurs.
Les ouvriers qui travaillent à l'édification du Gloria Mansions, tous Arméniens sauf un Kurde, sont surnommés[Par qui ?] « les Sauvages »[réf. souhaitée].
Le Gloria Mansions est achevé en 1934.
Il obtient le label « Patrimoine du XXe siècle » le 1er mars 2001.

## Description
Cet immeuble de rapport, parfois considéré comme le « Guernica » de Garabed Hovnanian, est réalisé en béton armé. L'architecte fait également appel à la technique du granito (ciment teinté légèrement en ocre, avec apport de paillettes de nacre).
La cour, assez vaste, permet un éclairage judicieux des deux corps de bâtiment qui constituent l'immeuble. L'entrée principale donne directement sur la cour intérieure (et pas sur la rue de France) et tous les services généraux de l'immeuble sont concentrés autour du vestibule d'entrée. Le grand hall d'entrée comprend deux ascenseurs et le hall d'entrée de service un ascenseur distinct. Les deux corps de bâtiment sont occupés au rez-de-chaussée par douze magasins à entrée directe sur la rue.
Un étage courant de l'immeuble se subdivise en dix appartements distincts d'importance variable desservis par l'escalier principal et un escalier de service réunis par un large couloir. Chaque appartement comprend une salle de bain et des toilettes, et dans certains appartements les toilettes sont séparés de la salle de bain, ce qui est une nouveauté pour l'époque.
L'élément le plus saillant de cette construction qui n'en manque pas est bien sûr l'escalier central à cage elliptique, qui ne part que du premier étage (et non pas du rez-de-chaussée) et auquel on accède par un escalier à la française à deux volées symétriques. Le grand hall et la cage d'escalier en ciment artificiel vert du Gloria Mansions constituent un véritable monument, mettant en valeur un jeu exubérant de courbes qui s'enroulent autour de colonnes libres (huit en tout). L'espace baigne dans la lumière tamisée d'un haut tableau en verre polychrome réalisé par le peintre décorateur Lassale qui constitue la grande baie d'éclairage du hall et de l'escalier. Ce tableau, qui représente un paysage de Théoule à l'entrée de l'Estérel, est constitué de petites plaques de verre de toutes couleurs de 2 à 3 mm. Ce paysage maritime évoque le pointillisme de Signac ou Seurat.
L'austère et massive façade en angle est en ciment artificiel incrusté de nacre mais teinté de gris. L'effet de vagues qui l'anime est obtenu par l'alternance des balcons cylindriques, tantôt centrés, tantôt désaxés, qui butent sur les verticales plus ou moins espacées des piliers et lui apporte une dynamique et une rythmique singulières.
Les deux rapaces de ciment qui semblent monter la garde au sommet de l'édifice, figures de proue à la fois tutélaires et inquiétantes sont directement inspirées par les gargouilles en acier chromé du Chrysler Building de William van Allen.

## Galerie

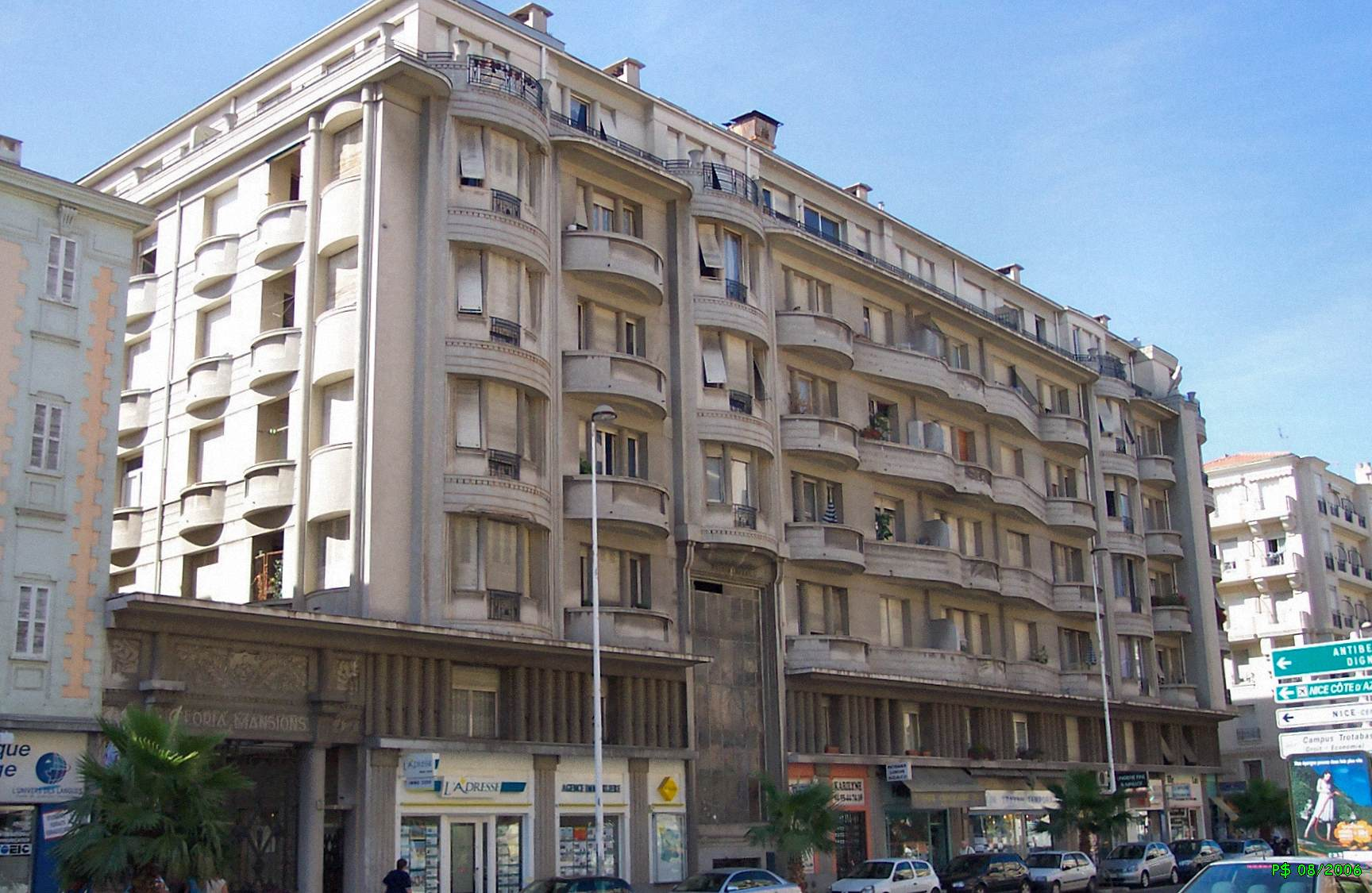
Vue générale
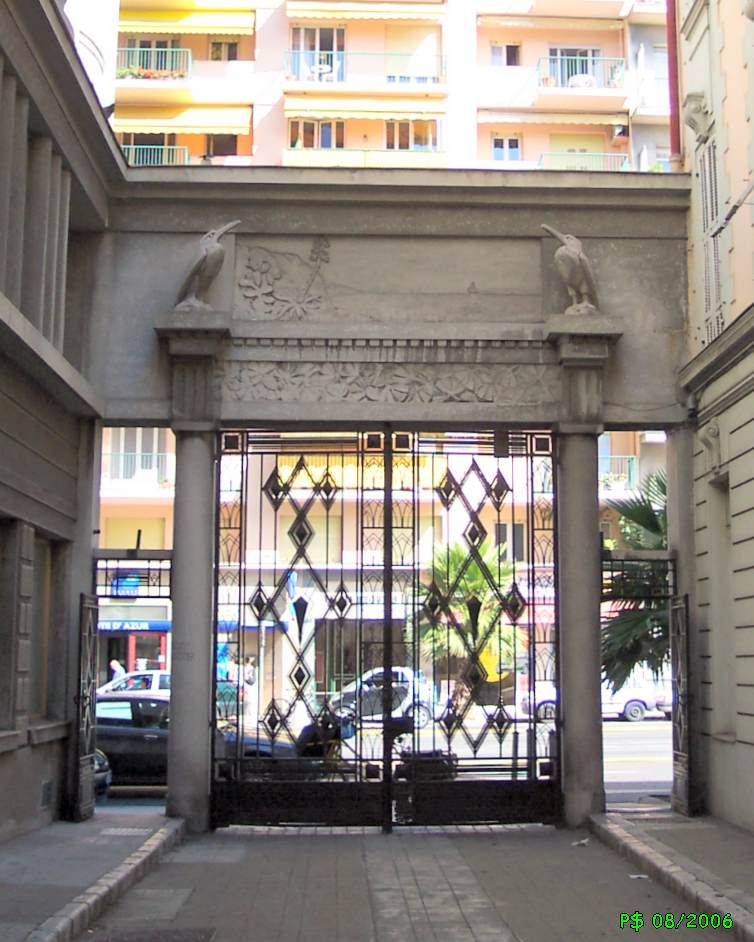
Le portail, vue en sortant
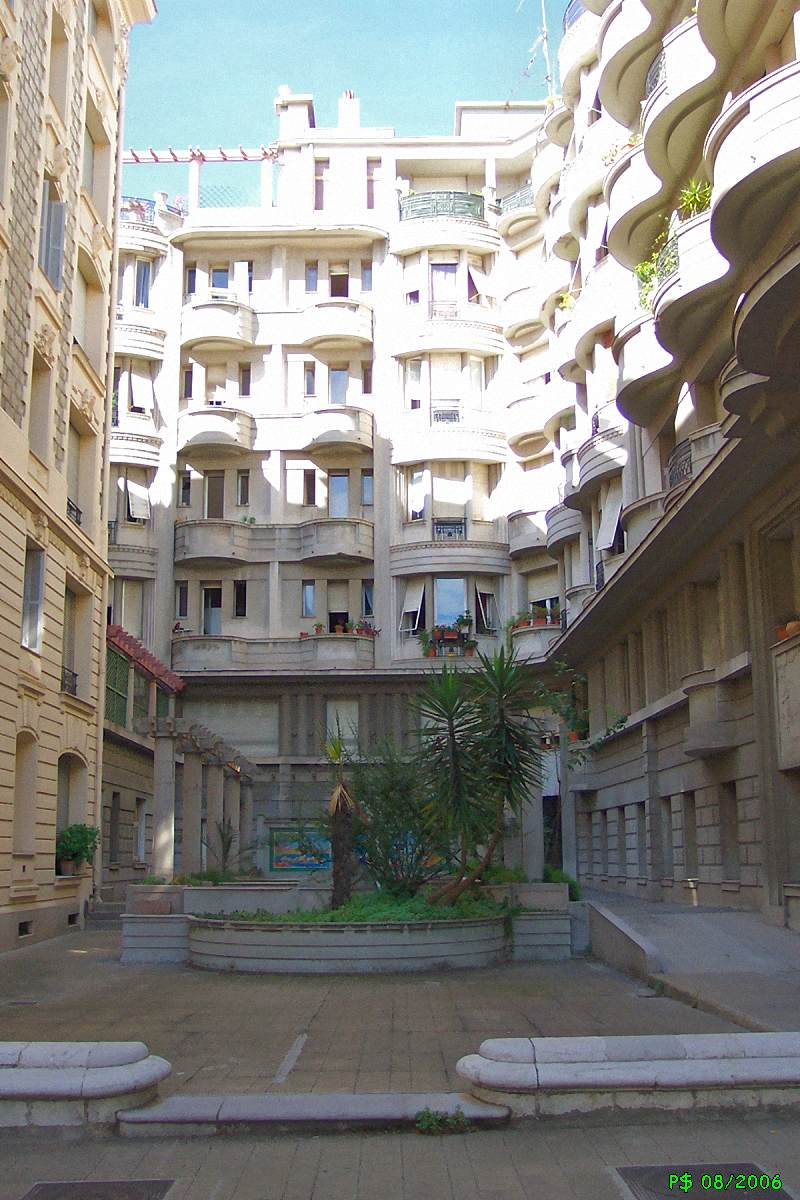
La cour intérieure
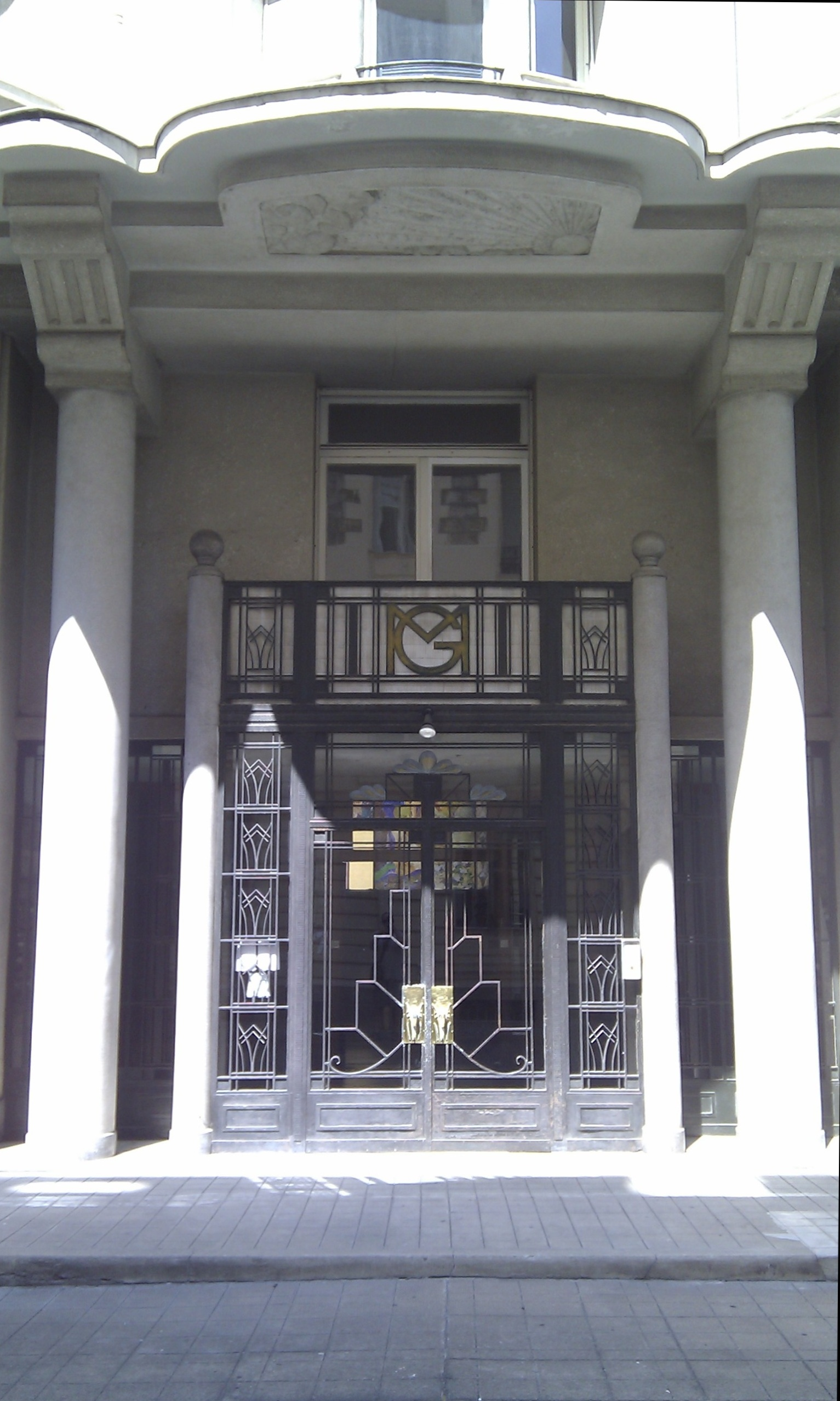
La porte d'entrée